# قرار مجلس الأمن التابع للأمم المتحدة رقم 179
اعتمدت الأمم المتحدة قرار مجلس الأمن الدولي رقم 179 في 11 يونيو 1963. اتفقت الأطراف المعنية مباشرة بالوضع في اليمن واتفقت حكومتا المملكة العربية السعودية والجمهورية العربية المتحدة بدفع نفقات بعثة مراقبي الأمم المتحدة لأكثر من شهرين. وحثت الأطراف على الالتزام ببنود فض الاشتباك وطلبت الأمين العام إنشاء عملية المراقبة كما عرف، وأن يقدم تقريرا إلى المجلس عن تنفيذ هذا القرار.
اعتمد القرار مع الأصوات العشرة؛ وامتنع الاتحاد السوفيتي عن التصويت .